# Parafia Wniebowzięcia Najświętszej Maryi Panny w Małogoszczu
Parafia Wniebowzięcia Najświętszej Maryi Panny – parafia rzymskokatolicka w Małogoszczu. Należy do dekanatu małogoskiego diecezji kieleckiej. Założona w XIII wieku. Mieści się przy ulicy Włoszczowskiej. Duszpasterstwo w niej prowadzą księża diecezjalni.